# Pseudoeurycea obesa
The Ridge Tail Salamander hoặc Pseudoeurycea obesa (tên tiếng Anh: Salamandra De Cola Estriada) là một loài kỳ giông trong họ Plethodontidae.
Nó là loài đặc hữu của México.
Các môi trường sống tự nhiên của chúng là các khu rừng vùng núi ẩm nhiệt đới hoặc cận nhiệt đới, vườn nông thôn, và các khu rừng trước đây bị suy thoái nặng nề.
Nó bị đe dọa do mất môi trường sống.